# Corythopis torquatus
Corythopis torquatus là một loài chim trong họ Tyrannidae.